# نخست‌وزیر اقلیم کردستان عراق
نخست‌وزیر اقلیم کردستان عراق ریاست اقلیم کردستان عراق، دولت منطقه خودمختار کردستان عراق است. دولت به عنوان بخشی از مجلس کردستان انتخاب می‌شود.

## ۱۹۹۲–۲۰۰۵
در انجام انتخابات پارلمانی کردستان در سال ۱۹۹۲، حزب دموکرات کردستان و اتحاد میهنی کردستان هر یکی ۵۰ کرسی پارلمان کردستان را که جمع آن ۱۰۰ کرسی بود به دست آورد. این دو حزب توافق کردند که یک حکومت متحد را تشکیل بدهند. (البته این حکومت کاملاً از حکومت صدام حسین جدا بود). حکومت متحد به زودی از هم پاشید و در سال ۱۹۹۴ جنگ داخلی کردستان به‌کلی این پروژه را لغو کرد. این حادثه سبب شد که در سال ۱۹۹۶ دو حکومت کردستانی به وجود آمد. حزب دموکرات کردستان بر شهر اربیل و دهوک مسلط بود و اتحاد میهنی کردستان شهر سلیمانیه را کنترل کرد و هر یک از این دو حزب، رئیس حکومت خود را در منطقه تحت تسلط خود داشت.

### بخش در اختیار اتحادیه میهنی کردستان
نخست‌وزیران بخش در اختیار اتحادیه میهنی کردستان عراق:
| نام | نام            | تصویر | تولد-مرگ | آغاز به کار    | پایان کار      | حزب سیاسی                   |
| --- | -------------- | ----- | -------- | -------------- | -------------- | --------------------------- |
| ۱   | فؤاد معصوم     |       | ۱۹۳۸–    | ۴ ژوئیه ۱۹۹۲   | ۲۶ آوریل ۱۹۹۳  | اتحادیه میهنی کردستان (PUK) |
| ۲   | کوسرت رسول علی |       | ۱۹۵۲–    | ۲۶ آوریل ۱۹۹۳  | ۲۱ ژانویه ۲۰۰۱ | اتحادیه میهنی کردستان (PUK) |
| ۳   | برهم احمد صالح |       | ۱۹۶۰–    | ۲۱ ژانویه ۲۰۰۱ | ۴ ژوئیه ۲۰۰۴   | اتحادیه میهنی کردستان (PUK) |
| ۴   | عمر فتاح حسین  |       | ۱۹۴۸–    | ۴ ژوئیه ۲۰۰۴   | ۱۴ ژوئن ۲۰۰۵   | اتحادیه میهنی کردستان (PUK) |

### بخش در اختیار حزب دموکرات کردستان عراق
نخست‌وزیران بخش در اختیار حزب دموکرات کردستان عراق:
| نام | نام                   | تصویر | تولد-مرگ | آغاز به کار     | پایان کار      | حزب سیاسی                      |
| --- | --------------------- | ----- | -------- | --------------- | -------------- | ------------------------------ |
| ۱   | روژ نوری شاویس        |       | ۱۹۴۷–    | ۲۶ سپتامبر ۱۹۹۶ | ۲۰ دسامبر ۱۹۹۹ | حزب دموکرات کردستان عراق (KDP) |
| ۲   | نچیروان ادریس بارزانی |       | ۱۹۶۶–    | ۲۰ دسامبر ۱۹۹۹  | ۱۴ ژوئن ۲۰۰۵   | حزب دموکرات کردستان عراق (KDP) |

## ۲۰۰۶–تا کنون
نخست‌وزیران حکومت اقلیم کردستان:
| نام | نام                   | تصویر | تولد-مرگ | آغاز به کار     | پایان کار       | حزب سیاسی                      |
| --- | --------------------- | ----- | -------- | --------------- | --------------- | ------------------------------ |
| ۱   | نچیروان ادریس بارزانی |       | ۱۹۶۶–    | ۱ مارس ۲۰۰۶     | ۳۱ اوت ۲۰۰۹     | حزب دموکرات کردستان عراق (KDP) |
| ۲   | برهم احمد صالح        |       | ۱۹۶۰–    | ۱ سپتامبر ۲۰۰۹  | ۱۷ ژانویه ۲۰۱۲  | اتحادیه میهنی کردستان (PUK)    |
| ۳   | نچیروان ادریس بارزانی |       | ۱۹۶۶–    | ۱۷ ژانویه ۲۰۱۲  | ۱۰ی ژانویه ۲۰۱۹ | حزب دموکرات کردستان عراق (KDP) |
| ۴   | مسرور بارزانی         |       | ۱۹۶۹–    | ۱۰ی ژانویه ۲۰۱۹ | فعلی            | حزب دموکرات کردستان عراق (KDP) |